# Jazzrap
Jazzrap is een hiphopsubgenre dat hiphop mengt met jazzinvloeden. Het ontstond eind jaren 80, begin jaren 90.

## Muziek
De muziek heeft meer een hiphop-ritme dan een jazzritme. In de beats worden veel jazzinstrumenten gebruikt, zoals de contrabas, trompet en saxofoon.
Enkele artiesten die belangrijk waren voor de opkomst van het genre zijn:
- A Tribe Called Quest
- Jungle Brothers
- De La Soul
- Guru, met het muzikale project Jazzmatazz.
- Pete Rock & CL Smooth